# キプロス航空
キプロス航空（ギリシア語:Κυπριακές Αερογραμμές；英語:Cyprus Airways）は、キプロスに存在した国営航空会社である。

## 沿革

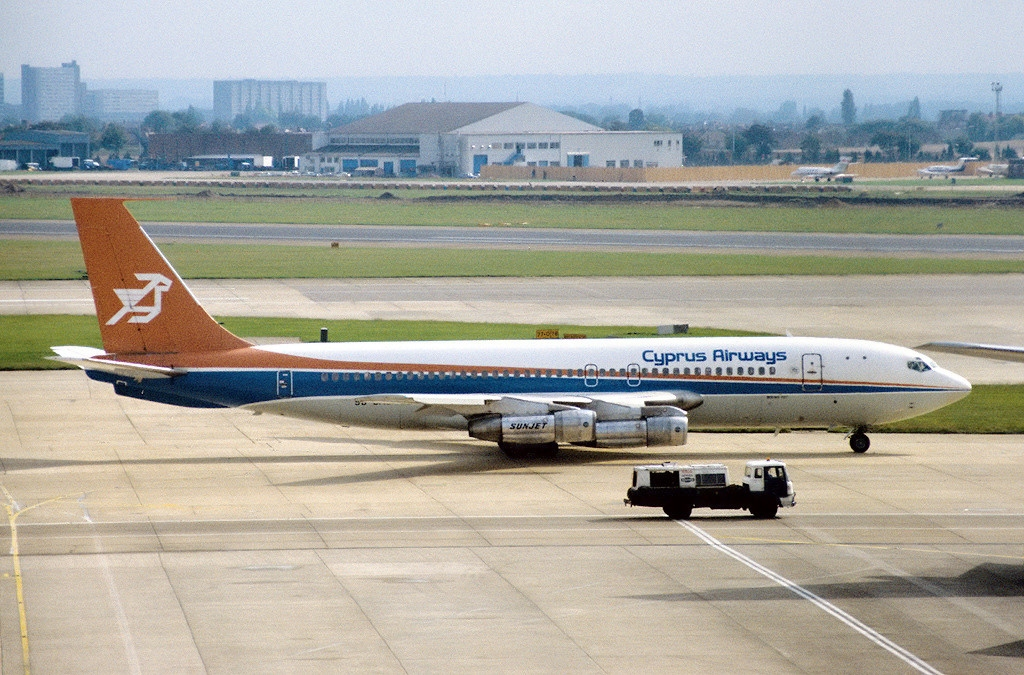
ボーイング707-100B

キプロス航空は1947年9月24日、英国欧州航空（BEA）、キプロス政府ほかの出資によって設立された。設立当初の機材はダグラスダコタ3機で、当時のハブ空港であったニコシア国際空港より、アテネやロンドン、ベイルートなどに就航していた。その後、保有機はダコタ機6機となり、クウェートやバーレーン、アンマンなど中東方面の就航が増えた。

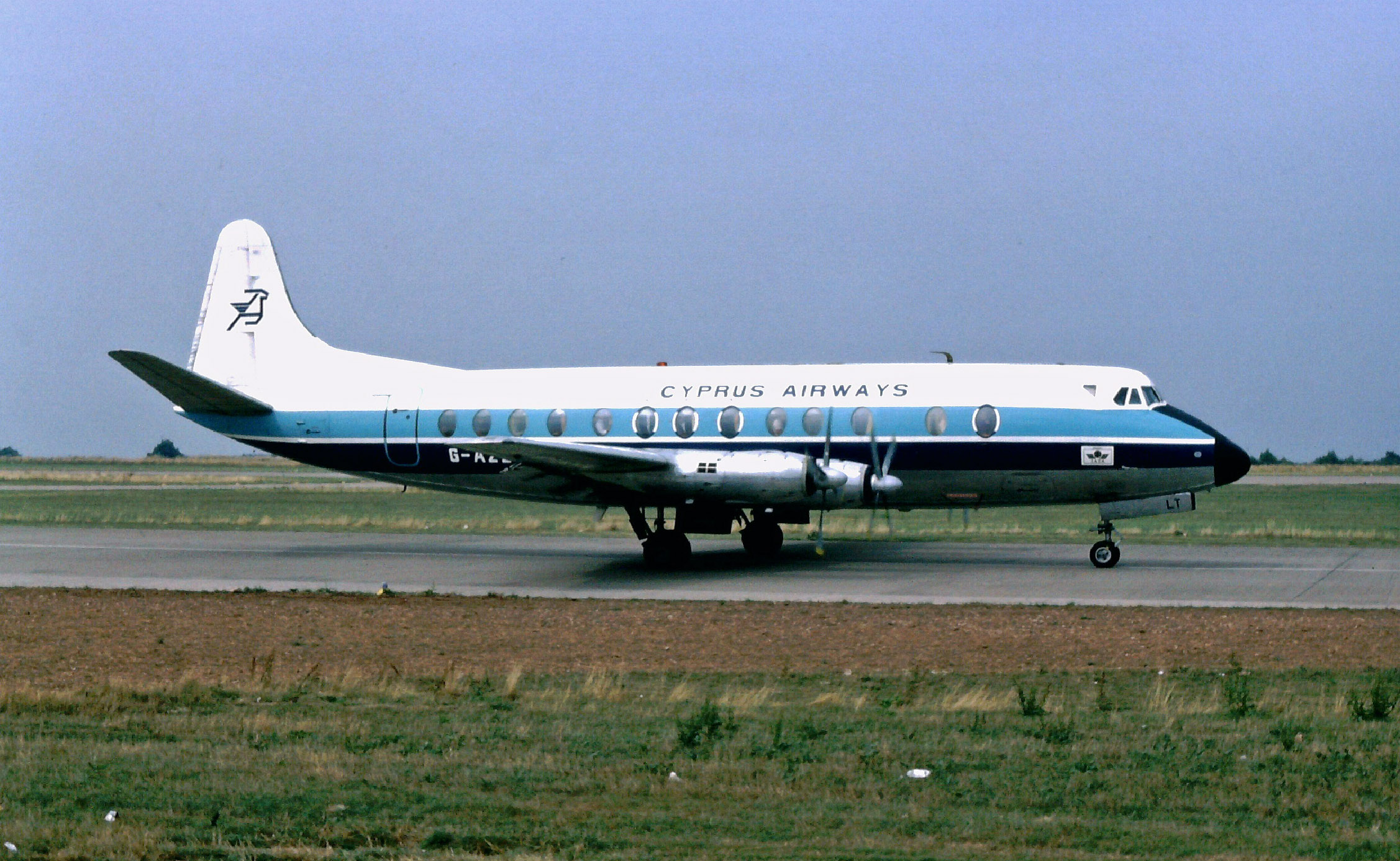
ビッカース バイカウント

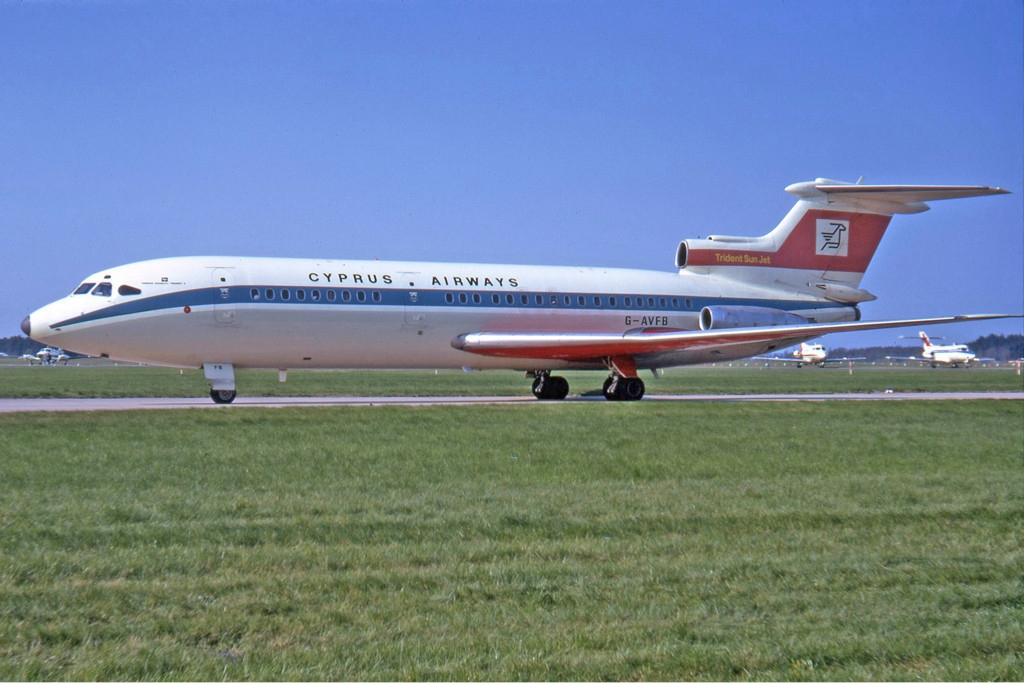
ホーカーシドレー トライデント2E

1960年にキプロス共和国が独立を宣言後、新政府を主要な出資者としたキプロス航空ではキプロス人の乗務員も徐々に増加した。経営が軌道に乗った1960年代中頃にはBEAよりバイカウント2機のリースを受け、テルアビブやエルサレム、カイロなどに就航した。これらの機体において初めて翼のあるムフロンのロゴマークがつけられた。1970年代前半にはバイカウントに代わってトライデントを導入、フランクフルトやマンチェスター、ブリュッセル、パリなど欧州路線が拡充された。
1974年7月20日、トルコがキプロス島北部に軍事介入、ニコシア空港は国連の管理下に置かれることとなった。この混乱でトライデント1機が破壊、もう1機に不具合が生じ、残りの保有機も収容されてキプロス航空は機材と空港の両方を失うことになる。1975年2月、キプロス政府はラルナカ国際空港を建設、ブリティッシュミッドランド航空よりリースを受けたバイカウント2機から運航を再開した。

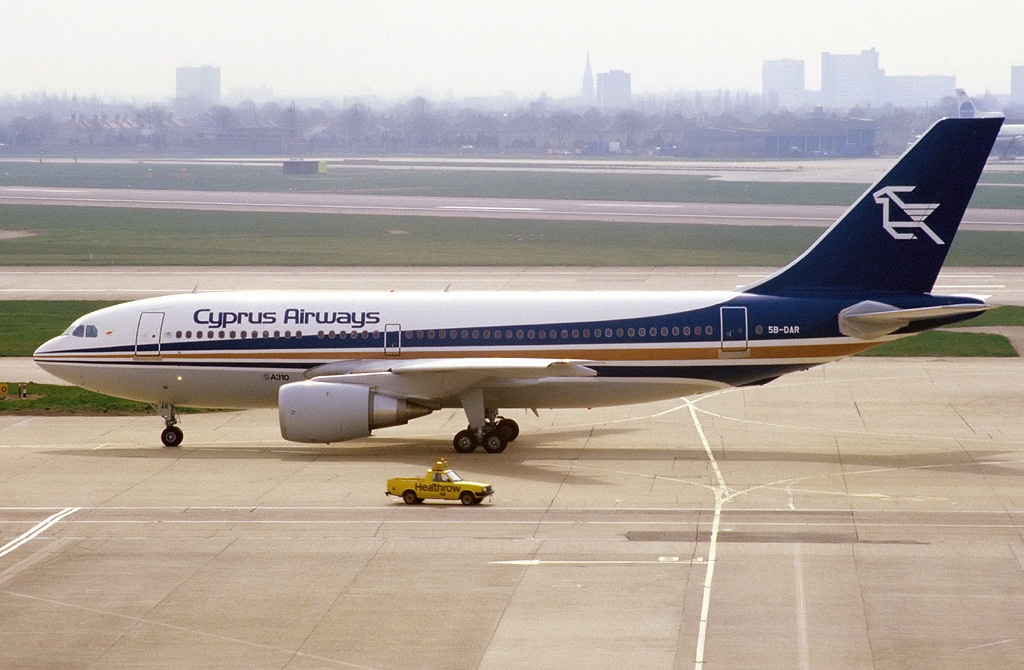
エアバス A310-200

1991年より、保有機には古代の都市や王たちの名がつけられることとなった。1992年3月にはチャーター便を専門とする子会社、ユーロキプリア航空、2003年からはアテネを拠点として欧州路線を扱うヘラス・ジェットを設立、運航を行っていた。
リーマン・ショック以降は経営危機が続き、ライアンエアーによる買収も取りざたされていたが、2012年から翌年にかけて行われた政府による財政支援が欧州理事会で違法と認定。資金が回収できない場合、認可取り消し処分となるのを受け、2015年1月9日に運航を停止、その歴史に幕を閉じた。

## 就航路線
最末期は欧州と中近東に就航していた。
- アムステルダム
- アテネ
- イラクリオン(季節便)
- ソフィア(季節便)
- チューリッヒ
- テッサロニキ
- テルアビブ
- フランクフルト
- ベイルート
- ミュンヘン(季節便)
- モスクワ
- ロンドン・スタンステッド
- パリ・シャルル・ド・ゴール

### コードシェア提携していた航空会社
- アエロフロート・ロシア航空
- アリタリア-イタリア航空
- ヴァージン・アトランティック航空
- エティハド航空
- エールフランス航空
- ガルフエア
- KLMオランダ航空
- タロム航空
- ブルガリア航空
- ミドル・イースト航空

## 機材

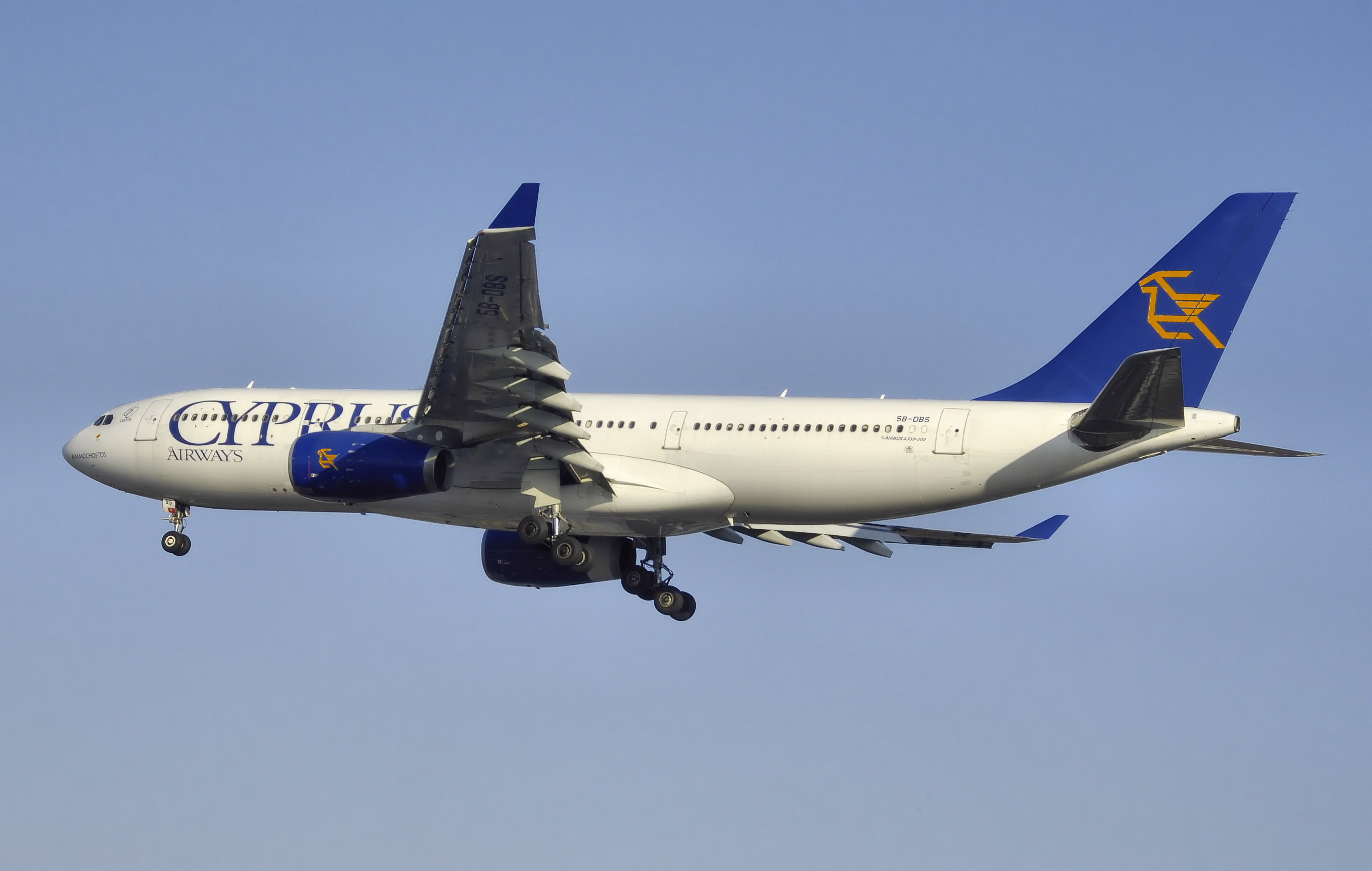
キプロス航空のA330-200

最末期は6機のエアバスA320を運航していた。

## 過去の機材

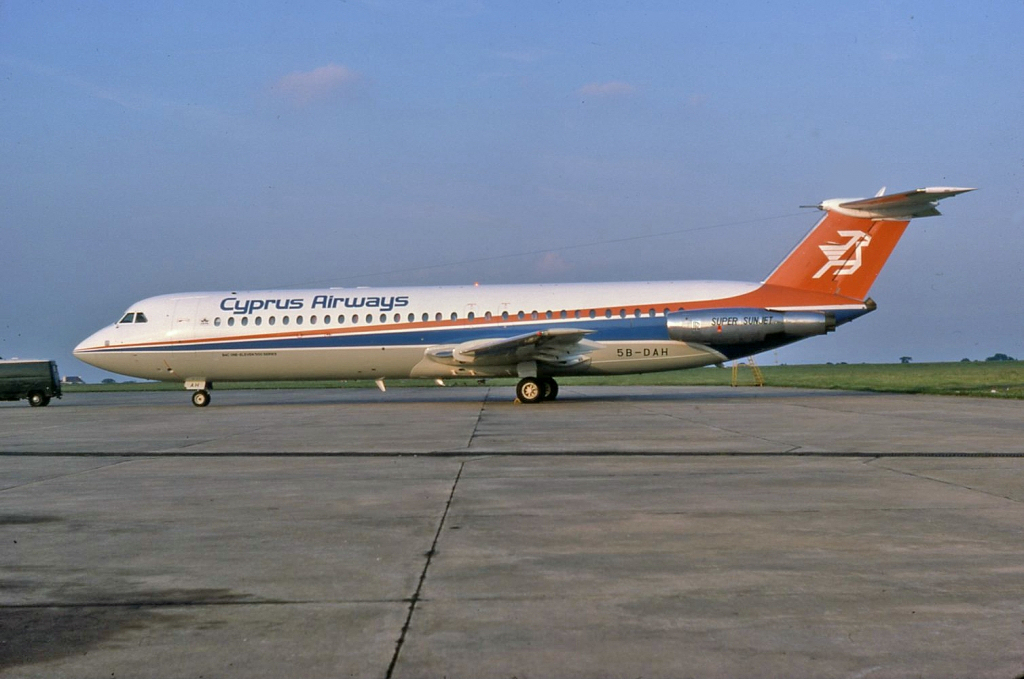
BAC 1-11-500GF

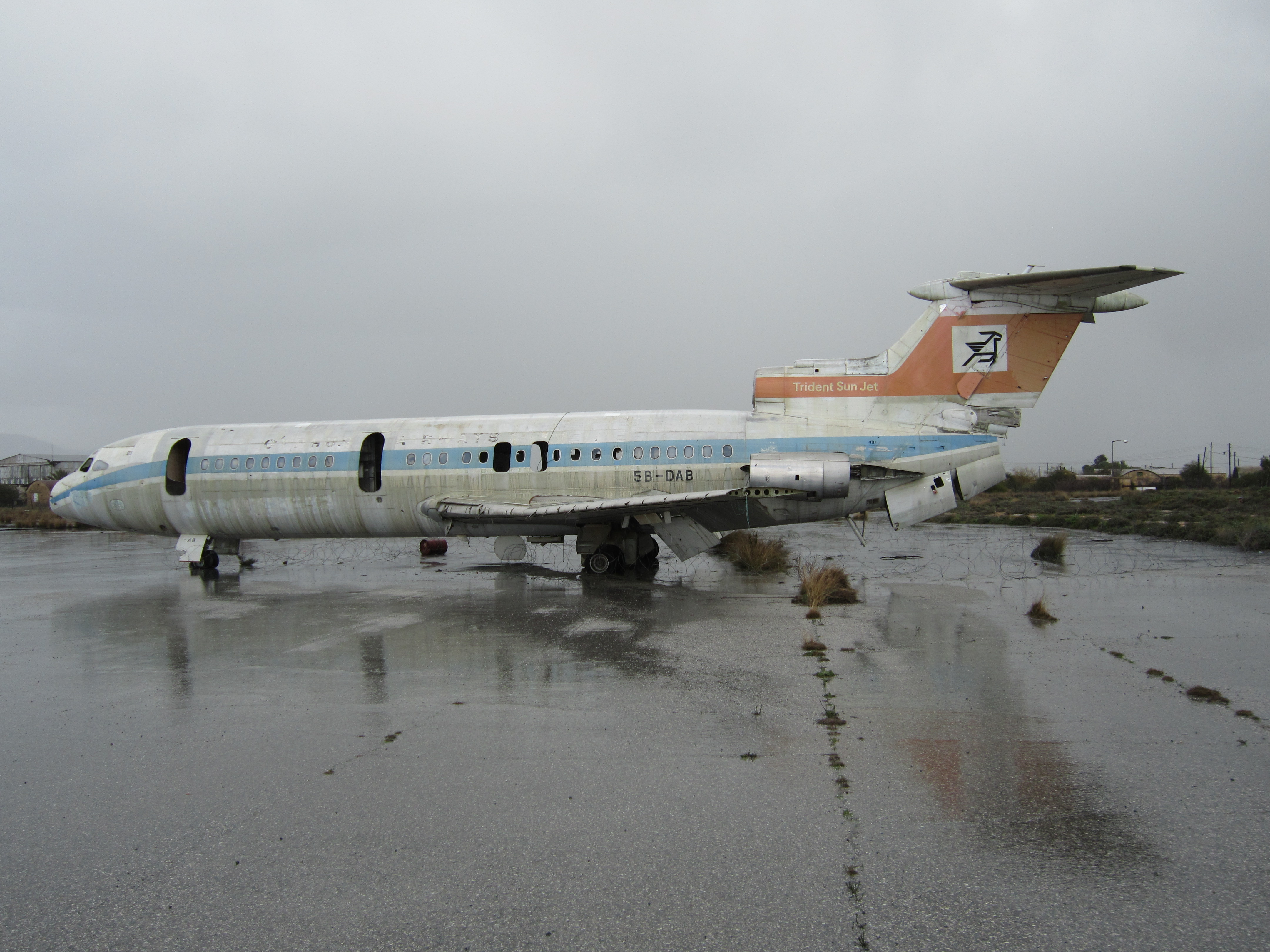
ニコシア国際空港に放棄されたホーカー・シドレー トライデント。主要部品は取り外され、抜け殻のような状態となっている。

- エアバスA310
- エアバスA319
- エアバスA320
- エアバスA330-200
- BAC 1-11
- ボーイング707
- ダグラスC-47
- DC-8
- DC-9
- ホーカー・シドレー トライデント
- ビッカース バイカウント

など

## 新法人による運航
2016年7月、チャーリー・エアラインズがキプロス政府との間でキプロス航空のブランド供与契約を結び、翌2017年6月1日、ラルナカとサンクトペテルブルクを結ぶ路線で運航を開始した。IATAコードは旧法人と同一である。